# Waldmühle (Nieder-Beerbach)
Die Waldmühle in der Mühlstraße / Landesstraße L3098 ist eine ehemalige Mühle in der Gemeinde Mühltal im hessischen Landkreis Darmstadt-Dieburg am Westrand des Odenwaldes. 

## Geographische Lage
Die Waldmühle steht an einem Mühlgraben zwischen dem Weiler In der Mordach und Nieder-Beerbach.

## Geschichte und Beschreibung
Die Waldmühle ist aus dem befestigten Sitz der Herren von Reckershausen entstanden.
Die Mühlenanlage stammt im Wesentlichen aus dem 19. Jahrhundert und steht angeblich an einer alten Römerstraße.
Die geschlossene rechteckige Hofanlage besitzt ein überdachtes Tor.
Im Inneren des zweigeschossigen Mühlenbaus sind Teile der Transmission und des Getriebes sowie das Mühlrad erhalten geblieben.

## Denkmalschutz
Die Mühlenanlage lässt in ihrer Struktur und den Formen der Nebengebäude noch gut den Mühlencharakter erkennen. 
Aus architektonischen, industriegeschichtlichen, ortsgeschichtlichen, technikgeschichtlichen und wirtschaftsgeschichtlichen Gründen steht das Bauwerk unter Denkmalschutz.

## Varia
Heute ist die sanierte Mühlenanlage ein reines Wohngebäude.